# ルイザ・ピッカレータ
神のはしためルイザ・ピッカレータ（The Servant of God, Luisa Piccarreta、1865年4月23日 - 1947年3月4日）は、飲食物を摂取することなく、64年間、聖体のみで生き続けたとされるカトリック教会の神秘家。

## 来歴
1865年4月23日、ルイザ・ピッカレータは農業を営むヴィト・ニコラ・ピッカレータとローザ・タランティーニの5人の娘の四女としてイタリアのコラートに生まれる。1874年、9歳の時に最初の聖体拝領を受ける。1881年、16歳の時に十字架を担うイエス・キリストがルイザに出現する。1883年、18歳の時にドミニコ会第3会員となる。1899年から自己の神秘体験を執筆し始め36冊の著作を残す。10代の時から、聖体以外のものを摂取せず、ほとんど睡眠もとらずにベッドの中で暮らしたとされる。ルイザの霊性は神の意志との一致である。1947年3月4日、コラートで死去。